# Spondylocladiopsis cupulicola
Spondylocladiopsis cupulicola är en svampart som beskrevs av M.B. Ellis 1963. Spondylocladiopsis cupulicola ingår i släktet Spondylocladiopsis, divisionen sporsäcksvampar och riket svampar.   Inga underarter finns listade i Catalogue of Life.